# كشتيبان
كشتیبان هي قرية في مقاطعة أرومية، إيران. يقدر عدد سكانها بـ 915 نسمة بحسب إحصاء 2016.